# 鲁道夫·吉扬
鲁道夫·约瑟夫·吉扬（法語：Rodolphe Joseph Guilland，1888年3月5日—1981年10月5日），法国拜占庭学者。

## 生平
1888年，他出生于隆斯勒索涅，1926年，完成了尼基弗鲁斯·格雷戈拉斯的传记，次年又完成了后者的书信编辑，1934年接替老师夏尔·迪尔在巴黎大学的拜占庭研究教席，直到1958年退休。他的研究兴趣主要在拜占庭帝国后期（1204-1453年），特别是巴列奥略王朝，他主要研究君士坦丁堡大皇宫及拜占庭帝国的国家体制、官制、荣衔。

## 作品
自1921年至1980年，他在拜占庭领域撰写了192篇研究作品。其中许多论文收在以下三个论文集中：
- Recherches sur les institutions byzantines, 2 vol. Berlin: Akademie-Verlag, 1967, xv+607 (I), 397 p. (II). 44篇拜占庭制度史论文[4]
- Etudes de topographie de Constantinople byzantine, 2 vol. Berlin: Adolf Hakkert, 1969, xiv+395 p. (I), 184 p. (II). 42篇研究君士坦丁堡大皇宫的论文[5]
- Titres et fonctions de l'Empire byzantin, London : Variorum Reprints, 1976, 528 p. 26篇拜占庭制度史论文[6]

## 引用
1. ↑  Lemerle 1982，第181頁.
2. ↑  Lemerle 1982，第181–182頁.
3. ↑  Darrouzès 1980，第271–287頁.
4. ↑  Darrouzès 1980，第282頁.
5. ↑  Darrouzès 1980，第283頁.
6. ↑  Darrouzès 1980，第285頁.